# Gaud d'Évreux
Gaud d'Évreux (Gaudus ou Waldus, † 491), aurait été le deuxième évêque d'Évreux de 440 à 480. Il est vénéré comme thaumaturge, et fêté le 31 janvier à Évreux mais le 30 janvier dans le diocèse de Coutances et Avranches.
Sa vie n'a pas été écrite à l'époque médiévale mais son histoire a été relatée en 1734 par Laurent Rouault, curé de Saint-Pair, dans son Abrégé de la vie de saint Gaud, évesque d'Evreux, de saint Pair, évesque d'Avranches, de saint Scubilion, abbé de saint Senier, aussi évêque d'Avranches, et de saint Aroaste, prestre.
Selon ce texte, saint Gaud est né dans une riche famille d'Évreux. Touché par les profanations perpétrées par les habitants après la mort de saint Taurin, il entreprit de restaurer la religion chrétienne dans sa région. Aussitôt, il prêcha l'Évangile et construisit des églises.
Il aurait été le deuxième évêque d'Évreuxpendant quarante ans avant de se retirer en 480 pour finir sa vie dans la forêt de Scissy où il mourut aux environs de l'an 491.
Les miracles survenus près de ses reliques étaient innombrables, le peuple lui rendit hommage par l'adage suivant : « le bienheureux saint Gaud guérit de tous les maux. » Il est réputé pour guérir tout particulièrement les maladies nerveuses des petits enfants et les dépressions.
Il est révéré à Saint-Pair-sur-Mer où un autel lui est consacré. Les parents y venaient autrefois faire bénir les langes de leurs enfants et les préserver ainsi de la maladie. Les pèlerins adressent aujourd'hui leurs demandes sur un registre ou bien sur les billets de demandes de messes.
Une église lui est dédiée à Normanville.

## Sources
- Hippolyte Gancel, Les Saints qui guérissent en Normandie, 2006  (ISBN 2 7373 3565 5)